# Doña Concha
Concepción de la Fuente García (29 de marzo de 1930) es un personaje ficticio de la serie de televisión española Aquí no hay quien viva. Es una anciana viuda de muy mal carácter. Vivía en el 2ºB junto con su hijo Armando, un divorciado mujeriego cuarentón, quien la ingresó en una residencia de ancianos de la que escapó para ir a vivir al 1º A junto con Marisa y Vicenta Benito con las que formó "radio patio".

## Apariciones

### EnAquí no hay quien viva
Concha fue la dueña del 2ºB y el 3ºB, esta última la tenía alquilada a Belén López quien (debido a la animadversión que se tenían) le engañó haciéndose pasar por otro comprador para conseguirla. Comenzó viviendo con su hijo Armando y con sus hijos hasta que éste vuelve con su mujer, tras lo cual la ingresa en una residencia de ancianos, pero se escapa de allí para irse a vivir con Marisa y Vicenta Benito con quien forma radio patio, enterándose de todos los cotilleos que hay en la comunidad. También le gusta criticar a todo aquel que ejerza el cargo de presidente de la comunidad, siendo su latiguillo "¡Váyase, Señor Cuesta, váyase!" (en referencia a Juan Cuesta). 

### Otras apariciones
Apareció en el episodio Uno de dos de la serie A tortas con la vida en donde es clienta de la pastelería de Goyo y Nati y recibe junto con las otras dos componentes de radio patio una tarta que ha sido encargada para una despedida de soltero, pero los de la despedida decidieron no utilizarla.

## Creación y concepción
A la hora de crear al personaje tanto Alberto Caballero como Iñaki Ariztimuño tomaron como referencia a Los Roper. La actriz, que llevaba cuatro años retirada del mundo de la interpretación debido a una operación de cadera, recibió una llamada del productor José Luis Moreno para saber si quería actuar en la serie, aunque en un principio no aceptó, la insistencia del productor y sus hijas le hizo aceptar el papel. Una vez lo aceptó, la directora de casting, Elena Arnao, fue a visitarle para preguntarle sobre su salud, la actriz en respuesta le bailó una jota.

## Recepción
Las tres integrantes de "radio patio" se convirtieron en un icono para la tercera edad siendo portadas de algunas revistas como Júbilo.